# Вільям Берд

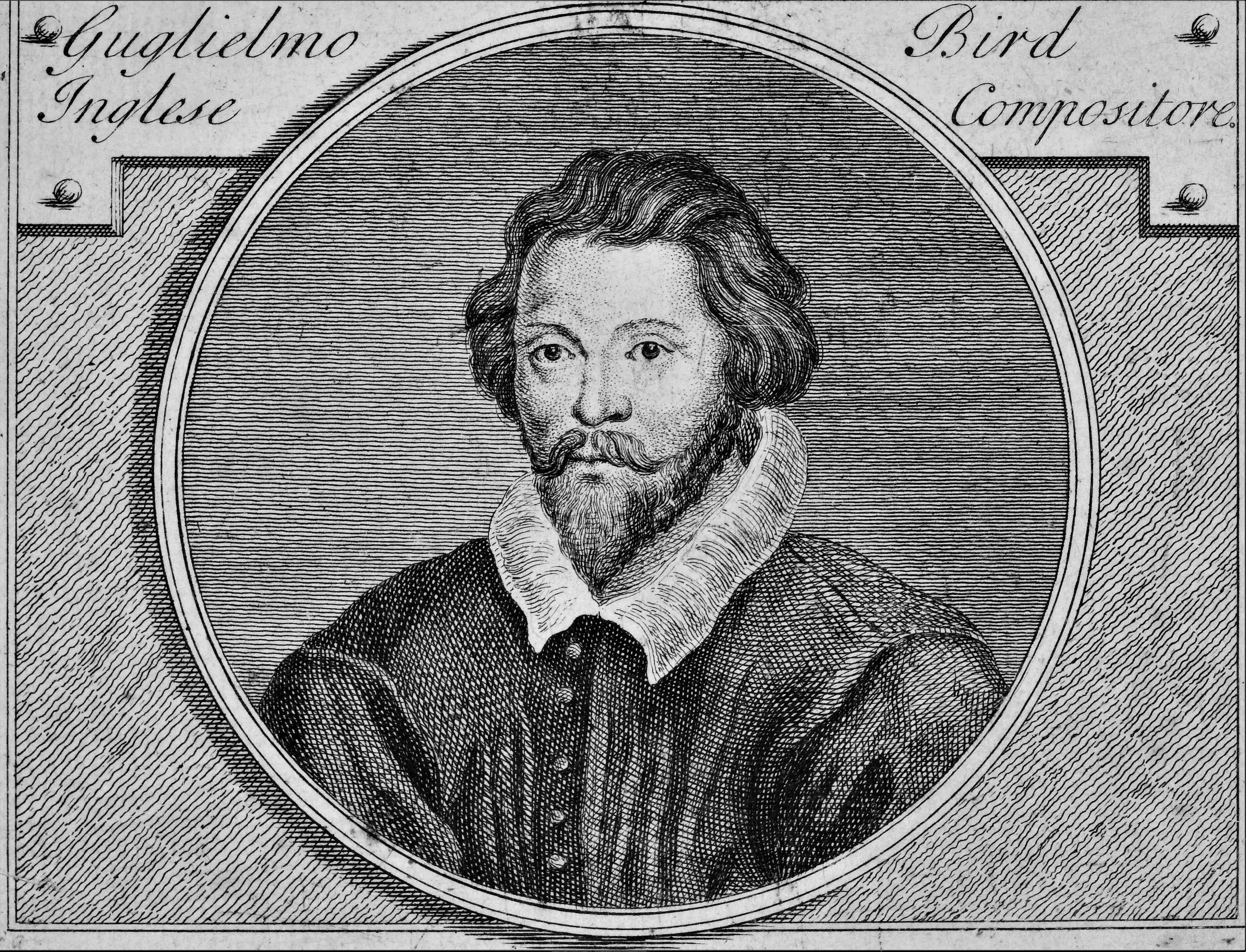
Офорт Берда (без дати) Герарда Вандергухта (за Ніколою Франческо Хаймом), Британський музей

Вільям Берд (англ. William Byrd; [bɜrd]; (1543 , Лондон  — 4 липня 1623 , Stondon Masseyd, Ессекс ) — англійський композитор доби Відродження, один з найбільш видатних композиторів доби Відродження, який здійснив значний вплив на творчість композиторів як з його рідної Англії, так і всієї Європи. Часто писав музичні твори в парі з Джоном Данстейблом та Генрі Перселлом. Найвідомійший в Англії композитор добарокової доби.
Писав у багатьох формах, поширених на той час в Англії, включаючи різні типи сакральної та світської поліфонії, клавесинів (так звана вірджиналістська школи) та музику для консортів (невеликих ансамблів). Хоча створював духовну музику для проведення служби в англіканській церкві, у 1570-х роках перейшов до римо-католицизму і писав протягом наступного життя католицьку духовну музику.

## Життєпис

### Ранній життєпис

#### Народження та походження
Річард Берд з Інґейтстоуна, Ессекс, був дідом Томаса Берда, який, ймовірно, переїхав до Лондона в XV столітті. Згодом наступні покоління родини Берд описують як джентльменів. 
Вільям Берд, ймовірно, народився в Лондоні. Він третій син Томаса Берда та його дружини Марджері. Жодних записів про його народження не збереглося,  і рік його народження достеменно невідомий, але документ від 2 жовтня 1598 року, написаний Вільямом Бердом, говорить, що він «58-річний», що свідчить про те, що Вільям народився 1539 або 1540 року.  Заповіт Берда від листопада 1622 року містить більш пізню дату його народження, оскільки в ньому Берд стверджує, що йому тоді було «80 років мого життя». Історик Керрі Маккарті припустив, що розбіжності в цих датах могли бути спричинені тим, що заповіти не оновлювалися протягом кількох років. 
Берд народився в музичній і відносно заможній родині.  У нього було два старші брати, Саймонд і Джон,  які стали лондонськими купцями та активними членами відповідних ліврейних компаній. Одна з чотирьох його сестер, Барбара, була одружена з виробником музичних інструментів, який тримав крамницю; три інші його сестри, Марта, Мері та Аліса, ймовірно, також були одружені з купцями.  

#### Молодість
Інформація про дитинство Берда достатньо спекулятивна.  Немає жодних документальних підтверджень щодо освіти Берда чи початкової музичної підготовки. Два його брати були хористами в соборі Святого Павла , і Берд, можливо, також був там хористом, хоча цілком можливо, що він був хористом у Королівській капелі. За словами Ентоні Вуда, Берд «навчався музиці під керівництвом То Талліса»,  і посилання в Cantiones sacrae, опублікованому Бердом і Томасом Таллісами в 1575 році, підтверджує, що Берд був учнем Талліса в Королівській капелі.  Якщо він був — і з'явилися переконливі докази щоб перевірити це  — здається ймовірним, що як тільки голос Берда зламався, хлопець залишився в Королівській капелі як помічник Талліса .

#### Рання кар'єра
Берд створив студентські композиції, зокрема Sermone Blando для дружини, а також «Miserere». Церковна музика для католицького обряду, знову запроваджена Мері, була написана до її смерті в 1558 році, коли Берду було 18 років.  Його ранні композиції свідчать про те, що його навчали поліфонії, коли він був студентом. 

### Лінкольн

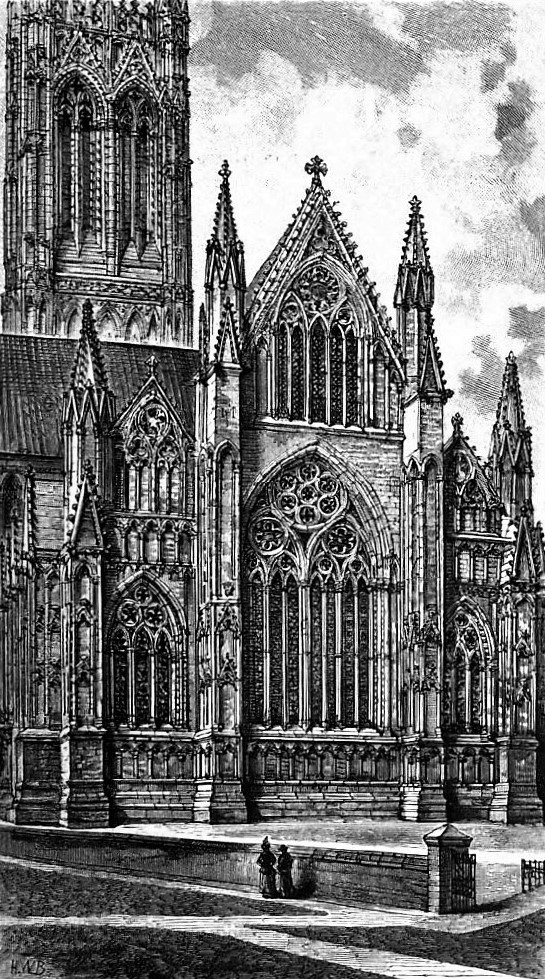
Лінкольнський собор

Першою відомою професійною роботою Берда було його призначення в 1563 році органістом і керівником хористів у Лінкольнському соборі. Проживаючи в тому, що зараз називається 6 Minster Yard Lincoln, він залишався на посаді до 1572 року.  Період діяльності в Лінкольні не був цілком безпроблемним, оскільки 19 листопада 1569 року декан і капітул притягнули його до «певних справ, за що його потім звинуватили», внаслідок чого йому призупинили виплату заробітної плати. Оскільки пуританство мало вплив на Лінкольна, цілком можливо, що звинувачення були пов'язані з надто складною хоровою поліфонією чи грою на органі. Друга директива, датована 29 листопада, видала докладні інструкції щодо використання Бердом органу в літургії.  14 вересня 1568 року Берд одружився з Джуліаною Берлі; це був тривалий і плідний шлюб, в якому народилося принаймні семеро дітей.

### Королівська каплиця
Берд отримав престижну посаду джентльмена королівської капели в 1572 році після смерті Парсонса, талановитого композитора, який потонув у Тренті поблизу Ньюарка 25 січня того ж року. Майже з самого початку Берда називають «органістом», що, однак, не було спеціальною посадою, а професією для будь-якого члена Королівської капели, здатного її обійняти. Ця кар'єра значно розширила можливості Берда розширити його сферу діяльності як композитора, а також налагодити контакти при дворі. Королева Єлизавета (1558—1603) була поміркованою протестанткою, яка уникала більш екстремальних форм пуританства та зберігала прихильність до складних ритуалів, окрім того, що сама була меломанкою та клавішницею. Берд написав небагато творів англіканської церковної музики (визначеної в найсуворішому сенсі як сакральна музика, призначена для виконання в церкві), утім вони розширювали межі, які тоді вважалися прийнятним деякими протестантами-реформаторами, на думку яких високохудожня музика була відволіканням від Божого слова.
У 1575 році Берд і Талліс спільно отримали монополію на друк нот і керували нотним папером протягом 21 року. Це був один із низки патентів, виданих Короною на друк книг, що стало першим відомим виданням патенту на листи.  Двоє музикантів скористалися послугами французького друкаря-гугенота Томаса Вотрольє, який оселився в Англії і раніше випустив у Лондоні збірку музичних творів Лассо (Receuil du mellange, 1570).
Cantiones зазнали фінансової невдачі. У 1577 році Берд і Талліс були змушені звернутися до королеви Єлизавети з проханням про фінансову допомогу, посилаючись на те, що публікація «привела до наших великих витрат» і що Талліс зараз «дуже постарів». Згодом ним було надано право оренди на різні землі в Східній Англії та Західній країні на 21 рік. 

### Перехід до католицизму
З початку 1570-х років Берд все більше навертався до католицизму, який, як показали наукові дослідження останніх півстоліття, став головним чинником його особистого та творчого життя. На думку Джона Гарлі, імовірно, батьківська родина Берда була протестантами, хоча не ясно, чи через глибоке переконання, чи через номінальний конформізм. Сам Берд, можливо, дотримувався протестантських вірувань у молодості, оскільки нещодавно знайдений фрагмент англійського перекладу гімну Мартіна Лютера " Erhalt uns, Herr, bei deinem Wort «, яка містить посилання на „Birde“, має рядок „Від Турка та Папи, захисти нас, Господи“.  Однак, починаючи з 1570-х років, Вільям Берд спілкується з відомими католиками, включаючи лорда Томаса Педжета, якому він написав лист-клопотання від імені неназваного друга приблизно в 1573 році. Дружиною Берда Джуліаною в 1577 році вперше було заявлено про відкликання (відмову відвідувати англіканське богослужіння) у Гарлінгтоні в Міддлсексі, де на той час жила родина. Сам Берд фігурує в списках відкликань 1584 року .
Його причетність до католицизму набула нового виміру в 1580-х роках. Після папської булли Regnans in Excelsis папи Пія V у 1570 році, яка звільнила підданих Єлизавети від вірності їй і фактично зробила її поза законом в очах католицької церкви, католицизм все більше ототожнювався із заколотом в очах влади Тюдорів. З припливом священиків-місіонерів, які навчалися в Англійському коледжі в Дуе (тепер у Франції, але тоді в Іспанських Нідерландах), і в Римі з 1570-х років і далі відносини між владою та католицькою громадою ще більше погіршилися. Сам Берд опиняється в компанії відомих католиків. У 1583 році він потрапив у серйозні проблеми через свою співпрацю з Педжетом, якого підозрювали в причетності до змови Трокмортона, а також у надсиланні грошей католикам за кордон. У результаті цього членство Берда в Королівській каплиці було призупинено на деякий час, його пересування було обмежено, а його будинок було внесено до списку обшуків. У 1586 році він відвідав зібрання в заміському будинку в компанії отця Генрі Гарнетта (пізніше страченого за співучасть у Пороховій змові) і католицького поета Роберта Саутвелла. 

### Стондон Мессі
Приблизно в 1594 році кар'єра Берда вступила в новий етап. Зараз йому було близько п'ятдесяти, і він, здається, пішов у напіввідставку з Королівської каплиці. Він переїхав із сім'єю з Гарлінгтона до Стондон-Мессі, невеликого села поблизу Чіппінгу-Онґара в Ессексі.  Його право власності на Стондон Плейс, де він прожив до кінця свого життя, оскаржувалося Джоанною Шеллі, з якою він брав участь у судовому спорі, який тривав приблизно півтора десятиліття. Головною причиною переїзду, очевидно, була близькість покровителя Берда Петре. Багатий місцевий землевласник, Петре був стриманим католиком, який утримував дві місцеві садиби, Інґейтстоун-Холл і Торндон-Голл, перша з яких досі збереглася у значно зміненому стані (остання була перебудованою). Петре влаштовував таємні меси під музику, забезпечувану його слугами, які були об'єктом небажаної уваги шпигунів і платних інформаторів, які працювали на Корону.
Знайомство Берда з родиною Петре починається, принаймні, 1581 року (як показує його лист з автографом того року, що зберігся) , і він провів два тижні в родині Петре на Різдво 1589 року. Він мав ідеальний талант, щоб забезпечити складну поліфонію, аби організувати навчання музиці в католицьких сільських будинках того часу. Тривала прихильність Берда та його родини до католицизму продовжувала створювати йому труднощі, хоча збережене посилання на втрачену петицію, очевидно написану Бердом Роберту Сесілу, графу Солсбері десь між 1605 та 1612 роками, свідчить про те, що йому було дозволено сповідувати свою релігію за ліцензією, під час правління Єлизавети.  Тим не менш, він регулярно з'являвся вдома у місцевих присяжних і на нього здійснили донос до архідияконського суду за невідвідування парафіяльної церкви. За це він сплатити великі штрафи.

### Англіканська церковна музика
Тверда прихильність Берда до католицизму не завадила йому зробити незабутній внесок у репертуар англіканської церковної музики. Невеликий доробок церковних гімнів Берда коливається за стилем від відносно стриманих ранніх прикладів (О Господи, зроби слугу твою Єлизавету нашою королевою (a6) і How long will mine enemies (a5)) до інших, очевидно пізніх творів, таких як Sing joyfully (a6), який за стилем близький до англійських мотетів із серії Берда 1611 року, про яку йдеться нижче. Берд також зіграв певну роль у появі нового віршованого гімну, який, здається, частково розвинувся на основі практики додавання вокальних рефренів до співочих пісень. Чотири англіканські декорації Берда варіюються за стилем від невибагливої Короткої служби, про яку вже йшлося, до чудової так званої Великої служби, грандіозного твору, який продовжує традицію розкішних творів Річарда Фарранта, Вільяма Манді та Роберта Парсонса. Налаштування Берда має величезний масштаб, вимагаючи гри у п'яти частинах Декані та Канторіса в антифонії, блокової гомофонії та контрапункту з п'яти, шести та восьми частин із віршовими (сольними) частинами для додаткової різноманітності. Це богослужіння, яке включає органну партію, мабуть, співалося Королівським хором капели під час великих літургійних подій на початку XVII століття, хоча його обмежене поширення свідчить про те, що багато інших соборних хорів, мабуть, цих творів не виконували. Утім, вихідний матеріал показує, що їх співали в Йоркському соборі, а також у Даремі, Вустері та Кембриджі на початку XVII століття. Велика Служба існувала до 1606 року (остання дата копіювання, внесена до так званої Болдуїнської загальної книги) і, можливо, датується аж 1590-ми роками. Керрі Маккарті зазначив, що рукопис Йоркського собору „Велике служіння“ був скопійований вікарієм хору на ім'я Джон Тодд, очевидно, між 1597 та 1599 роками, і описується як „новий набір послуг містера Берда за кошти“.  Це свідчить про те, що твір міг бути наступним композиційним проєктом Берда після трьох постановок меси.

### Пізні роки
Протягом останніх років життя Берд також додав до своїх творів пісні у співавторстві, деякі з яких були знайдені Філіпом Бреттом і Терстоном Дартом у Гарварді в 1961 році. Ймовірно, вони відображають стосунки Берда з норфолкським землевласником і любителем музики сером Едвардом Пастоном (1550—1630), який, можливо, написав деякі з віршів. Пісні включають елегії про видатних громадських діячів, таких як граф Ессекс (1601), католицький матріарх і віконтеса Монтегю Магдалена Дакр („З білими ліліями“, 1608) та Генрі принц Уельський (1612). Інші розповідають про місцевих видатних осіб або події в, що відбувалися районі Норфолка.
Берд перебував у Стондон-Мессі до своєї смерті через серцеву недостатність 4 липня 1623 року, про що було зазначено в Королівській чековій книзі каплиці в унікальному записі, який описує його як „батька Музики“. Незважаючи на неодноразові звинувачення у звільненні та постійні великі штрафи, він помер багатою людиною, маючи кімнати на момент смерті в лондонському будинку графа Вустера.

## Музика
За життя Берд опублікував три томи Cantiones Sacrae (1575, написаний у співавторстві з Таллісом; 1589; 1591), два томи Gradualia (1605; 1607), Псалми, Сонети та Пісні Sadnes and Pietie (1588), „Пісні різної природи“ (1589), „Псалми, пісні та сонети“ (1611). Він також створював інші вокальні та інструментальні твори; три меси, а також музику до книги Фіцвілліама Virginal Book і мотети. 

### Ранні композиції
Однією з найперших композицій Берда була співпраця з двома вокалістами Королівської каплиці, Джоном Шеппардом та Вільямом Манді, над постановкою для чотирьох чоловічих голосів псалму In exitu Israel для процесії до купелі на Великодньому тижні. Ймовірно, він був складений наприкінці правління королеви Марії Тюдор (1553—1558),  яка відродила Сарумський літургійний обряд.
Кілька інших композицій Берда також, ймовірно, походять з його підліткових років. До них належать його сценарій Пасхального респонсорія Christus resurgens (a4), який не був опублікований до 1605 року, але який як частина Сарумського обряду також міг бути укладений під час правління Марії, а також Alleluia confitemini (a3), який поєднує два літургійних пункти на пасхальний тиждень. Деякі з гімнів і антифонів для вірджинелів та для співу також можуть датуватися цим періодом, хоча також, можливо, що супутні твори могли бути укладені в Лінкольні для музичного навчання хлопчиків у хорі.
1560-ті також були важливими роками становлення для Берда-композитора. Його Коротке Богослужіння, невибагливе оформлення елементів для англіканської утрені, євхаристії та богослужінь вечірньої пісні, яке, здається, було розроблено, щоб відповідати вимогам протестантських реформаторів щодо чіткості вживання слів та простих музичних текстур, можливо, було створено в роки Лінкольна. У всякому разі зрозуміло, що Берд створював англіканську церковну музику, оскільки, коли він залишив Лінкольна, декан і капітул продовжували платити йому за зниженою ставкою за умови, що він надсилатиме собору свої твори. Берд також зробив серйозні напрацювання в інструментальній музиці. Сім налаштувань In Nomine для consort (два a4 і п'ять a5), принаймні одна з consort fantasias (Neighbor F1 a6) і низка видатних творів для вірджинелів, очевидно, були створені в роки Лінкольна. Останні включають Ground in Gamut (описану як „стара земля містера Берда“) його майбутнім учнем Томасом Томкінсом, ля-мінорну фантазію та, ймовірно, першу з великої серії клавішних паван та гальярд Берда, композицію, транскрибовану Бердом з оригіналу для п'ятиголосного консорту. Усе це показує, як Берд поступово стає головною фігурою в єлизаветинському музичному оточенні.
Деякі набори варіантів для вірджинелів, такі як The Hunt's Up і недосконало збережений набір Gypsies' Round, також здаються ранніми роботами. Як ми бачили, Берд почав складати латинські літургійні тексти ще підлітком, і, здається, продовжував це робити при Лінкольні. Два виняткових великомасштабних мотети псалмів, Ad Dominum cum tribularer (a8) і Domine quis habitabit (a9), є внеском Берда в паралітургійну форму, культивовану Робертом Вайтом та Робертом Парсонсом. De lamentatione, ще один ранній твір, є внеском у єлизаветинську практику створення груп віршів із Плачу Єремії, дотримуючись формату уроків Tenebrae, які співаються за католицьким обрядом протягом останніх трьох днів Страсного тижня. Іншими учасниками цієї співпраці були Талліс, Вайт, Парсонс і старший Феррабоско. Цілком ймовірно, що ця практика була вираженням єлизаветинської католицької ностальгії, про що свідчить ряд їх текстів.

### Cantiones sacrae(1575)
Два монополісти скористалися патентом, щоб створити грандіозне спільне видання під назвою Cantiones quae ab argumento sacrae vocantur. Це була збірка з 34 латинських мотетів, присвячених самій королеві, супроводжуваних складним вступним матеріалом, включаючи вірші латинською мовою, елегії шкільного вчителя Річарда Малкастера та молодого придворного Фердинанда Гейборна (він же Річардсон). Загалом, відомо 17 мотетів Талліса і Берда, по одному на кожен рік правління королеви.
Внесок Берда в Cantiones є різними стилями, хоча його сильна музична особистість знайшла вияв у кожному з них. Включення Laudate pueri (a6), яке виявляється інструментальною фантазією зі словами, доданими після композиції,  є однією з ознак того, що Берд мав певні труднощі зі збором достатнього матеріалу для збірки. Diliges Dominum (a8), який спочатку також міг бути без тексту, є ретроградним каноном вісім із чотирьох, що не представляє особливого музичного інтересу. Також до більш архаїчного шару мотетів належить Libera me Domine (a5), кантус фірмус у дев'ятому респонсорії Утрені для Служби померлих, яка започаткована на основі принципів Роберта Парсонса, тоді як Miserere mihi (a6), має налаштування антифонної Compline, який часто використовувався композиторами Тюдорів для дидактичних вправ cantus firmusTribue Domine (a6) — це масштабна секційна композиція із середньовічної колекції Meditationes, яку зазвичай приписували святому Аврелію Августину , створена у стилі, який значною мірою завдячує попереднім тюдорівським налаштуванням вотивних антифонів як текстові мозаїки та напівхорові уривки. Берд поділяє їх на три частини, кожна з яких починається напівхорним уривком у архаїчному стилі.
Внесок Берда в Cantiones також включає композиції в більш перспективній манері, які вказують шлях до його мотетів 1580-х років. Деякі з них показують вплив мотетів Феррабоско I, болонського музиканта, який працював при дворі Тюдорів з інтервалами між 1562 і 1578 роками. Мотети Феррабоско стали прямими моделями для створення Emendemus in melius (a5) Берда, O lux beata Trinitas (a6), Domine secundum actum meum (a6) і Siderum rector (a5), а також більш узагальненої парадигми для того, що Джозеф Керман назвав ''афективно-імітативний стиль Берда», метод розміщення патетичних текстів у розширених абзацах, заснований на використанні суб'єктами кривих ліній у плавному ритмі та контрапунктичних техніках, яких Берд навчився, вивчаючи Феррабоско.

### Cantiones sacrae(1589 і 1591)
Відданість Берда католицькій справі знайшла вираження в його мотетах, яких він написав близько півсотні між 1575 та 1591 роками. У той час як тексти мотетів, включені Бердом і Таллісом до Cantiones 1575 року, мають високоангліканський доктринальний тон, такі вчені, як Джозеф Керман, виявили глибоку зміну напрямку в текстах, які Берд заклав у мотети 1580-х років.  Зокрема, постійно наголошується на таких темах, як переслідування обраного народу (Domine praestolamur a5), вавилонський чи єгипетський полон (Domine tu iurasti) і довгоочікуваний прихід визволення (Laetentur caeli, Circumspice Jerusalem). Це спонукало вчених після появи концепції Кермана до думки, що Берд переосмислював біблійні та літургійні тексти в сучасному контексті та писав плачі й петиції від імені переслідуваної католицької громади, яка, здається, сприйняла Берда як свого роду «домашнього» композитора. Деякі тексти, ймовірно, слід тлумачити як застереження проти шпигунів (Vigilate, nescitis enim) чи брехливих намовників (Quis est homo) чи святкування пам'яті священиків-мучеників (O quam gloriosum). Вважається, що перші чотири вірші Псалма 78 (Deus venerunt gentes) Берда стосуються жорстокої страти отця Едмунда Кемпіона в 1581 році, події, яка викликала широке відразу на континенті, а також в Англії. Нарешті, і, мабуть, найвидатніший, Quomodo cantabimus Берда є результатом обміну мотетами між Бердом і Філіпом де Монте, який був музичним директором Рудольфа II, імператора Священної Римської імперії, у Празі. У 1583 році Де Монте надіслав Берду свою обстановку віршів 1–4 псалму 136 Вульгати (Super flumina Babylonis), включаючи гостре запитання «Як нам співати Господню пісню в чужій країні?» Берд відповів наступного року зухвалим продовженням, яке, як і твір де Монте, складається з восьми частин і містить триголосний канон шляхом інверсії.
Тридцять сім мотетів Берда були опубліковані у двох комплектах Cantiones sacrae, які побачили світ у 1589 та 1591 роках. Разом із двома наборами англійських пісень, про які йдеться нижче, ці збірки, присвячені могутнім єлизаветинським лордам (Едварду Сомерсету, 4-му графу Вустеру та Джону Ламлі, 1-му барону Ламлі), ймовірно, були частиною кампанії Берда, спрямованої на відновлення свого становища в придворних колах після опали 1580-х рр. Вони також можуть відображати той факт, що товариш Берда, монополіст Талліс, і його друкар Томас Вотрольє померли, таким чином, створивши більш сприятливий клімат для видавничих проєктів. Оскільки багато текстів мотетів серії 1589 і 1591 років мають патетичний тон, не дивно, що багато з них продовжують і розвивають «афективно-наслідувальний» лад, який можна знайти в деяких мотетах 1570-х років, хоча й у більш стислій та концентрованій формі. Domine praestolamur (1589) є гарним прикладом цього стилю, викладеного в імітаційних абзацах, заснованих на сюжетах, які характерно підкреслюють виразну малу сексту, із продовженнями, які згодом обриваються та звучать окремо (інша техніка, якій Берд навчився у його дослідженнях творчості Феррабоско). Берд розробив спеціальну «коміркову» техніку для встановлення петиційних положень, таких як miserere mei або libera nos Domine, які є центром низки його текстів. Особливо яскравими прикладами цього є заключна частина Tribulatio proxima est (1589) і багатосекційний Infelix ego (1591), масштабний мотет, який бере початок від Tribue Domine 1575 року.
Також є ряд композицій, які не відповідають цій стилістичній моделі. Вони включають три мотети, у яких використовується старомодна техніка cantus firmus, а також найвідоміший елемент у колекції 1589 року Ne irascaris Domine, друга частина якої схожа на популярну «Aspice Domine» Філіпа ван Вайлдера. Кілька мотетів, особливо в наборі 1591 року, відмовляються від традиційного стилю мотетів і вдаються до яскравого словесного живопису, що відображає зростаючу популярність мадригалу (Hac dies, 1591). Відомий уривок із твору Томаса Морлі A Plaine and Easie Introduction to Practicall Musicke (1597) підтверджує думку про те, що мадригал витіснив мотет на користь католицьких меценатів, і цей факт може пояснити, чому Берд створив кілька нелітургійних мотетів після 1591 рік.

### Англійські пісенники 1588 і 1589 років
У 1588 і 1589 роках Берд також видав дві збірки англійських пісень.  Перша, «Псалми, сонети та пісні смутку та благочестя» (1588), містить перші мадригали, опубліковані в Англії.  Він складається, головним чином, з адаптованих співочих пісень, які Берд, ймовірно, керуючись комерційними інстинктами, перетворив на вокальні партії, додавши слова до супровідних інструментальних партій і назвавши оригінальний сольний голос «першою співочою партією». Консортна пісня, яка була найпопулярнішою формою народної поліфонії в Англії в третій чверті XVI століття, була сольною піснею для високого голосу (часто її співав хлопчик) у супроводі чотирьох співзвучних інструментів (зазвичай альтів)). Як випливає з назви збірки Берда, ці пісні були різними. Багато з них були налаштуваннями метричних псалмів, у яких сольний голос співає мелодію в манері численних метричних збірок псалмів того часу (напр. Псалтир Стернхолда та Хопкінса, 1562) із зображенням кожного рядка шляхом імітації в супровідних інструментах. Інші — драматичні елегії, призначені для виконання в п'єсах для хлопчиків, популярних у Лондоні Тюдорів. Популярним джерелом налаштувань пісень був Річард Едвардс «Рай вишуканих пристроїв» (1576), з якого збереглося сім налаштувань у формі супутньої пісні.
Колекція Берда 1588 року, яка ускладнює форму, оскільки він успадкував її від Роберта Парсонса, Річарда Фарранта та інших, відображає цю традицію. Розділ «псалми» містить тексти, узяті з псалтиря Штернхольда 1549 року в традиційній манері, тоді як розділ «сонети та пасторалі» використовує легші, швидші рухи з кроковим (чвертним) пульсом, а іноді й потрійним метром (хоча танець амарилісу в зелений, Якби жінки могли бути справедливими). Поетично набір (разом з іншими доказами) відображає причетність Берда до літературного кола, що оточувало сера Філіпа Сідні, чий вплив при дворі був найвищим на початку 1580-х років. Берд уклав три пісні з сонетів Сідні «Астрофель і Стелла», а також вірші інших членів гуртка Сідні, а також включив дві елегії про смерть Сідні в битві при Зютфені в 1586 році . Але найпопулярніший пункт у наборі була Колискова (Lullay lullaby), яка поєднує традицію драматичного плачу з колисковими піснями в деяких ранніх п'єсах для хлопчиків і середньовічних містеріях. Він довго зберігав свою популярність. У 1602 році покровитель Берда Едвард Сомерсет, 4-й граф Вустер, обговорюючи придворну моду в музиці, передбачив, що «зимова колискова, совяча пісня містера Берда, більш затребувана, як я думаю».
«Пісні сонячної природи» (1589) містять розділи з трьох, чотирьох, п'яти та шести частин, формат, яких повторює структуру багатьох рукописних колекцій побутової музики Тюдорів і, ймовірно, мав наслідувати збірку мадригалів «Musica transalpina», яка була надрукована попереднього року. Набір Берда містить композиції в найрізноманітніших музичних стилях, відображаючи строкатий характер текстів, які він сам складав. Тричастинний розділ містить налаштування метричних версій семи покаянних псалмів в архаїчному стилі, що відображає вплив різних збірників псалмів. Інші пункти з тричастинної та чотиричастинної частини витримані з використанням построкової імітаційної техніки та переважаючим кроком («Соловейко такий приємний» (a3), «Чи кохання — хлопчик?» (a4)). Розділ із п'яти частин включає вокальні партії, які демонструють вплив стилю «адаптованої пісні для супроводу» комплекту 1588 року, але які, здається, були задумані як повністю вокальні партії. Берд також дотримувався традиції, склавши дві колядки в традиційній формі (З утроби Богородиці в цей день вийшла весна, Дерево земне, плід небесний, обидва a6) і навіть включив гімн, налаштування Великодня проза Христос воскрес, яка також поширювалася в рукописах церковних хорів із супроводом органу.

### My Ladye Nevells Booke
1580-ті року також були продуктивним часом для Берда як композитора інструментальної музики. 11 вересня 1591 року Джон Болдвін, тенор-мирянин у каплиці Святого Георгія у Віндзорі, а пізніше колега Берда в Королівській каплиці, завершив копіювання My Ladye Nevells Booke, колекції з 42 клавішних п'єс Берда, яка, ймовірно, була створена за співпраці з Бердом і містить виправлення, які, як вважають, були внесені рукою композитора. Берд майже напевно опублікував би його, якби для цього були доступні технічні засоби. Посвята довго залишалася неідентифікованою, але дослідження Джона Гарлі щодо геральдичного малюнка на форзаці показали, що це була леді Елізабет Невілл, третя дружина сера Генрі Невіла з Біллінгбер-хаусу, Беркшир, який був мировим суддею та наглядачем Віндзорського великого парку.  Під своїм третім прізвищем після чергового одруження, леді Періам, також отримала присвяту у вигляді двоголосних канцонет Томаса Морлі 1595 року. Зміст демонструє майстерність Берда з використання різноманітних форм вірджинелів, хоча літургійні композиції, засновані на простих піснях, у ній не представлені. Колекція включає в себе серію з десяти паван і гальярдів у звичайній формі з трьох сортів з прикрашеними повторами кожного штаму. (Єдиним винятком є дев'ятий паван, який є набором варіацій пасамеццо антико бас.)
Є вказівки на те, що ця послідовність може бути хронологічною, оскільки Перший Паван позначено як «перший, який коли-небудь створив» у Віргінальній книзі Фіцвільяма, а Десятий Паван, який відокремлений від інших, очевидно, став доступним незадовго до завершення над ним. Він присвячений Вільяму Петру (сину патрона Берда, сера Джона Петра, 1-го барона Петра), якому в 1591 році виповнилося 15 років і він навряд чи зміг би зіграти його, якби він був складений набагато раніше. До збірки також увійшли два відомі твори програмної музики. Битва, яка, очевидно, була натхненна невідомою сутичкою під час ірландських війн Єлизавети, являє собою послідовність творів із такими назвами, як «Марш до бою», «Баттелли об'єднаються» та «Гальярд до перемоги». Хоча він не представляє Берда в його найглибшій формі, він досяг великої популярності та викликає попутний інтерес через інформацію, яку він дає про англійські військові виклики XVI століття. За нею йде The Barley Break (удавана битва слідує за справжньою), легковажна п'єса, яка розповідає про хід гри в «ячмінну перерву», версію гри, яка тепер відома як «piggy in the center» (дослівно українською — «порося в центрі»), коли грають три пари людей з м'ячем. My Ladye Nevells Booke також містить два монументальних остинато і набори варіацій для вірджинелів різноманітного характеру, зокрема величезний набір Walsingham і популярні варіації Sellinger's Round, Carman's Whistle та My Lord Willoughby's Welcome Home. Фантазії та волюнтарії в Nevell також охоплюють широкий стилістичний діапазон, деякі суворі контрапункти (A voluntarie, № 42), а інші легші та більш італійські за тонами (A Fancie № 36). Подібно до фантазій про дружину з п'яти та шести частин, вони іноді мають поступове збільшення імпульсу після імітаційного початкового абзацу.

### Консортна музика
У період до 1591 року також відбулися важливі доповнення до музичних творів Берда, деякі з яких, ймовірно, були втрачені. Дві чудові великомасштабні композиції — Браунінг, набір із 20 варіацій на популярну мелодію (також відому як «The leaves be green»), яка, очевидно, виникла як свято дозрівання горіхів восени, і складна основа, відома як Goodnight Ground. Фантазії меншого масштабу (ці a3 і a4) використовують легкий імітативний стиль, який чимось зобов'язаний континентальним моделям, тоді як фантазії з п'яти та шести частин використовують великомасштабну кумулятивну конструкцію та натяки на уривки популярних пісень. Гарним прикладом останнього типу є Fantasia a6 (№ 2), яка починається з тверезого імітаційного абзацу перед поступово більш фрагментованими текстурами (працюючи в цитаті з Greensleeves в одному місці). Він навіть включає в себе повну гальярду з трьох штамів, за якою йде експансивна кода (щодо виконання на YouTube дивитися в розділі «Посилання» нижче). Єдина п'ятичастинна фантазія, яка, очевидно, є раннім твором, включає канон у четвертій частині.

### Меси
Тепер Берд розпочав програму створення циклу літургійної музики, що охоплює всі основні свята календаря католицької церкви. Перший етап цього починання складався з трьох циклів Ординарія меси (з чотирьох, трьох і п'яти частин), які були опубліковані Томасом Істом між 1592 та 1595 роками. Видання не датовані (дати можна встановити лише шляхом ретельного бібліографічного аналізу),  не вказують ім'я друкаря та складаються лише з одного біфолія на частину книги, щоб допомогти приховати вихідні дані, нагадуючи, що володіння інославними книгами все ще було дуже небезпечним. Усі три твори містять ретроспективні риси, що повертаються до ранньої традиції Тюдорів щодо розміщення мес, яка втратила чинність після 1558 року, а також інші, які відображають континентальний вплив і літургійні практики священиків-місіонерів, які навчалися за кордоном. Меса для чотирьох голосів, або Меса з чотирьох частин, яка, за словами Джозефа Кермана, була, мабуть, першою складеною, частково створена за зразком «Середньої меси» Джона Тавернера, високо оціненої ранньої меси Тюдорів, яку Берд, ймовірно, співав би як хорист. Вплив Тавернера особливо помітний у масштабних формах, які послідовно піднімаються через квінту, шосту та септиму в постановці Берда Sanctus.
Усі три цикли мес використовують інші риси раннього Тюдора, зокрема мозаїку розділів напівхору, що чергуються з повними частинами в чотирьох- та п'ятичастинних месах, використання розділу напівхору для використання стилів Глорія, Credo та Agnus Dei, а також головний мотив, який пов'язує відкриття всіх складників циклу. Проте всі три цикли також включають Киріє елейсон (Kyrie), рідкісну особливість в обряді Сарум, де його, зазвичай, не було через використання тропів під час свят у обряді Сарум. Киріє елейсон тричастинної меси викладено у стилі простої літанії, але інші сцени Kyrie використовують щільну імітаційну поліфонію. Особливістю чотириголосної та п'ятиголосної мес є обробка Бердом Agnus Dei, яка використовує техніку, яку композитор раніше застосовував до петиційних пунктів із мотетів Cantiones sacrae 1589 та 1591 років. Заключні слова dona nobis pacem («даруй нам мир»), які встановлюються на ланцюжки болісних призупинень у чотириголосній месі та виразну блокову гомофонію в п'ятиголосній обстановці, майже напевно відображають прагнення неспокійної католицької спільноти 1590-ті роки.

### Градуалія
Другий етап у програмі літургійної поліфонії Берда утворений Градуалією, двома циклами мотетів, що містять 109 пунктів й опубліковані в 1605 та 1607 роках. Вони присвячені двом представникам католицької знаті, Генріху Говарду, 1-му графу Нортгемптону та власному покровителю Берда, серу Джону Петру, який був зведений до перства в 1603 році під титулом лорда Петра з Райтла. Поява цих двох монументальних збірок католицької поліфонії відображає надії, які мабуть плекала відступницька громада на легше життя за нового короля Якова I, мати якого, Марія Стюарт, королева Шотландії, була католичкою. Звертаючись до Петре (який, як відомо, позичив йому гроші на друк збірки), Берд описує зміст публікації 1607 року як «квіти, зібрані у вашому власному саду і по праву належать вам як десятина», таким чином чітко пояснюючи факт, що вони були частиною католицьких релігійних обрядів у родині Петре.
Більша частина двох збірок складається з налаштувань Proprium Missae для головних свят літургійного річного календаря, таким чином доповнюючи звичайні цикли Мес, які Берд опублікував у 1590-х роках. Зазвичай Берд включає вступ, градуал, алілуя (або трактат під час Великого посту, якщо потрібно), оферторій та причастя. Меси включають головні свята Діви Марії (включно з вотивними месами для Богородиці протягом чотирьох пір церковного року), Усіх Святих та Свята Тіла і Крові Христових (1605), за якими йдуть свята Temporale (Різдво, Богоявлення, Великдень), Вознесіння, Трійця та свято апостолів Петра і Павла (з додатковими предметами для Петрових ланцюгів і Вотивної Меси Пресвятих Тайн) у 1607 році. Вірш Introit зазвичай використовується як частина напівхору, повертаючись до повного озвучення хору для Gloria Patri. Подібна обробка стосується вірша поступового, який зазвичай додається до початкової Алілуя, щоб утворити єдиний пункт. Літургія потребує повторюваних налаштувань слова « Алілуя», і Берд надає широкий вибір різних налаштувань, утворюючи блискуче продумані мініатюрні фантазії, які є однією з найяскравіших особливостей двох наборів. Вірш «Алілуя» разом із завершальним «Алілуя» зазвичай утворюють самостійний пункт, тоді як Оферторій і Причастя встановлюються так, як вони розташовані.
У римському обряді є багато текстів, які неодноразово з'являються в різних літургійних контекстах. Щоб уникнути необхідності використання одного і того ж тексту двічі, Берд часто вдавався до перехресних посилань або системи «перенесення», яка дозволяла розміщувати певний фрагмент в іншому місці літургії. На жаль, ця практика іноді викликає плутанину, частково тому, що зазвичай не друкуються рубрики, щоб зробити потрібний переказ зрозумілим, а частково через наявність деяких помилок, які ще більше ускладнюють використання. Хорошим прикладом дієвої системи передачі є перший мотет із серії 1605 року (Suscepimus Deus a5), у якому текст, використаний для Introit, має бути повторно використаний у скороченій формі для Gradual.
Набір 1605 року також містить низку різноманітних предметів, які виходять за межі літургійної схеми основної частини набору. Як зазначив Філіп Бретт, більшість пунктів із розділів, що складаються з чотирьох і трьох частин, були взяті з Букваря (англійська назва «Часослов»), таким чином належачи до сфери приватних побожних заходів, а не публічного поклоніння. До них належать, серед іншого, налаштування чотирьох Марійських антифонів з Римського обряду, чотири Марійських гімнів комплекту a3, версія Літанії, схоже на самоцвіт оформлення Євхаристійного гімну Ave verum Corpus та голосів Turbarum із Святого Івана Passion, а також серія різних предметів.
У стилістичному відношенні мотети « Градуалії» різко контрастують із мотивами публікацій «Cantiones sacrae». Переважна більшість є коротшими, де дискурсивні імітаційні абзаци ранніх мотетів замінюють місце подвійним фразам, у яких контрапункт, хоч і складний і концентрований, набуває другорядного рівня важливості. Винятком є довгі імітаційні абзаци, які часто зберігаються для завершальних кульмінаційних розділів у меншості розширених мотетів. Мелодійне письмо часто переходить у тремтливий рух (восьма нота), прагнучи підірвати мінімальний (напівнотний) пульс поверхневими деталями. Деякі з більш святкових предметів, особливо в наборі 1607 року, мають яскраві мадригальські написи. Маріанські гімни з «Градуалії» 1605 року викладені в легкому підрядковому імітаційному контрапункті з різким пульсом, який нагадує триголосні англійські пісні з «Пісень різної природи» (1589). Зі зрозумілих причин «Градуалія» ніколи не досягла такої популярності, як попередні твори Берда. У наборі 1607 року відсутні кілька текстів, які, очевидно, були надто проблемними для публікації в світлі відновлення антикатолицьких переслідувань, яке відбулося після провалу Порохової змови в 1605 році. Сучасна розповідь, яка проливає світло на циркуляцію музики між католицькими заміськими будинками, стосується арешту молодого француза на ім'я Шарль де Ліньї, за яким із невстановленого заміського будинку стежили шпигуни, затримали, обшукали та виявили, що він мав при собі примірник 1605 року.  Утім, Берд почувався достатньо безпечним, щоб перевидати обидва набори з новими титульними сторінками в 1610 році

### Псалми, пісні та сонети (1611)
Останньою збіркою англійських пісень Берда була «Псалми, пісні та сонети», опублікована в 1611 році (коли Берду було понад 70 років) і присвячені Френсісу Кліффорду, 4-му графу Камберленду, якому пізніше також присвятили Першу книгу пісень Томаса Кемпіона близько 1613 року. Структура збірки, головним чином, відповідає зразку збірки Берда 1589 року, яка складається з трьох, чотирьох, п'яти та шести частин, як і його попередня збірка, та охоплює ще більшу різноманітність стилів (можливо, відображаючи вплив іншої публікації Яковіанської епохи, Майкла Третій комплект книг Сходу (1610)). Збірка Берда включає дві супутні фантазії (а4 і а6), а також одинадцять англійських мотетів, більшість із яких покладено на прозові тексти з Біблії. До них належать деякі з його найвідоміших композицій, зокрема Хваліте Господа нашого, всі язичники (a6), Сьогодні Христос народився (a6) та Помилуй мене (a6), у якій використовуються фрази, що чергуються, з віршами та повною партитурою, і була поширена як церковний гімн. Є більше колядок у віршованій та тягарській формі, як у наборі 1589 року, а також легші пісні з трьох і чотирьох частин у стилі «сонетів і пасторалей» Берда. Деякі предмети, однак, мають більший відтінок впливу мадригалу, ніж їхні аналоги в попередній збірці, що ясно свідчить про те, що короткочасна мода на мадригал 1590-х років не пройшла повз Берда. Багато пісень наслідують і розвивають типи, вже встановлені в збірці 1589 року.

### Останні роботи

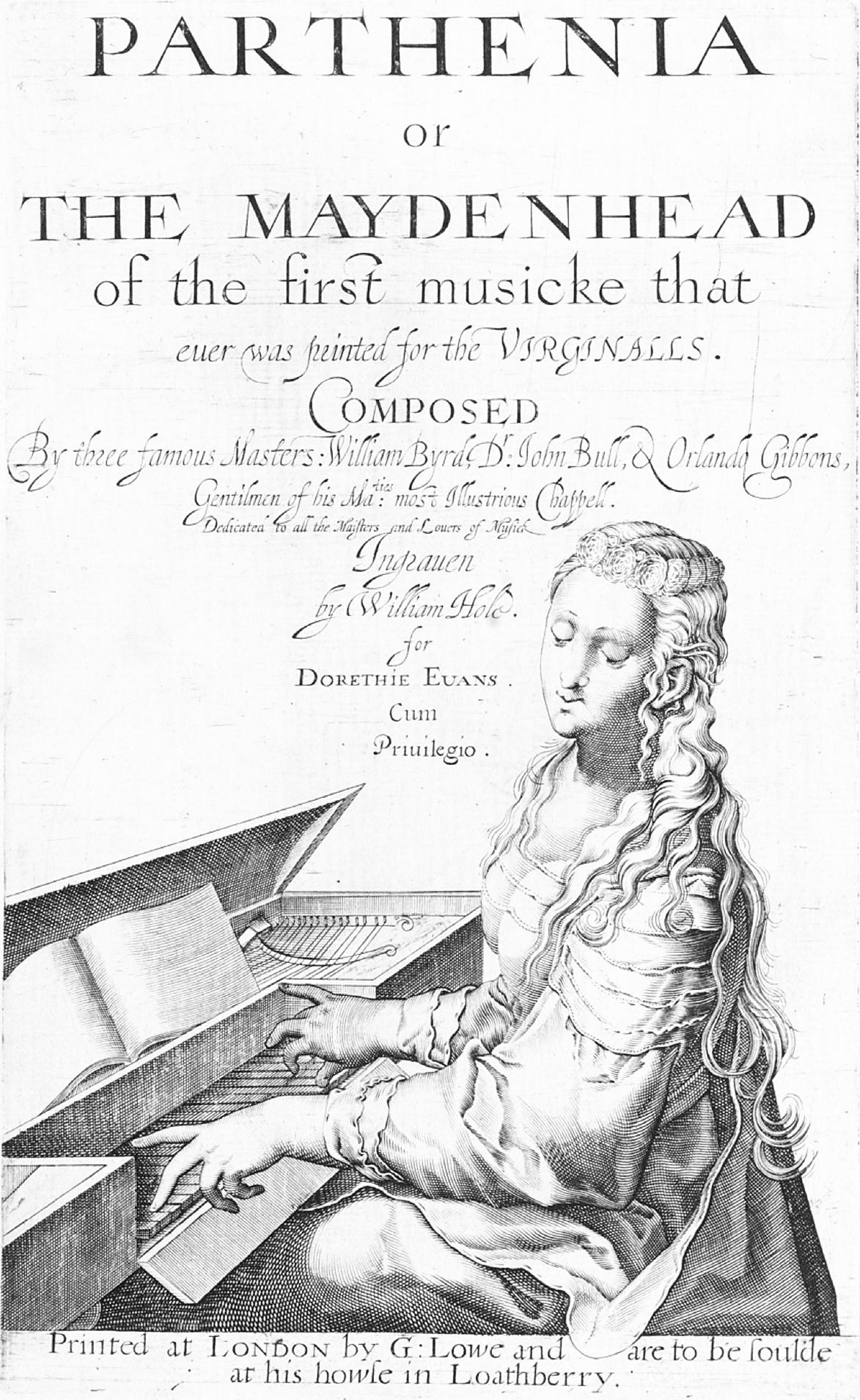
Партенія, опублікована в 1612 році

Берд також вніс вісім клавішних п'єс до Parthenia зимою 1612—1613 років, колекції з 21 клавішної п'єси, вигравіруваної Вільямом Гоулом, яка містить музику Берда, Джона Булла та Орландо Гіббонса. Він був виданий на честь майбутнього одруження доньки Якова I, принцеси Єлизавети, з Фрідріхом V, курфюрстом Пфальцьким, яке відбулося 14 лютого 1613 року. Трьох композиторів чудово розрізняють за старшинством: Берд, Булл та Гіббонс представлені відповідно вісьмома, сімома та шістьма пунктами. Внесок Берда включає знамениту «Павану графа Солсбері», складену в пам'ять про Роберта Сесіла, 1-го графа Солсбері, який помер 24 травня 1612 року, і дві супровідні гальярди. Останні опубліковані композиції Берда — це чотири англійські гімни, надруковані в Teares або Lamentacions of a Sorrowfull Soule (1614) сера Вільяма Лейтона.

## Спадщина
Продукція Берда, що складається з близько 470 композицій, цілком виправдовує його репутацію одного з великих майстрів європейської музики Відродження. Можливо, його найбільш вражаючим досягненням як композитора була його здатність трансформувати так багато основних музичних форм свого часу та надати їм власної індивідуальності. Вирісши в епоху, коли латинська поліфонія здебільшого обмежувалася літургійними предметами для сарумського обряду, він засвоїв і опанував форму континентального мотету свого часу, використовуючи дуже особистий синтез англійської та континентальної моделей. Він фактично створив Tudor Consort та клавіатурну фантазію, маючи лише найпримітивніші моделі для наслідування. Він також підняв музику для інструментальних ансамблів (консортів), церковний гімн і англіканську службу на нову висоту. Нарешті, незважаючи на загальну відразу до мадригалу, йому вдалося культивувати світську вокальну музику у вражаючому розмаїтті форм у своїх трьох композиціях 1588, 1589 та 1611 років.
Берд користувався високою репутацією серед англійських музикантів. Ще в 1575 році Річард Малкастер та Фердинанд Гейборн вихваляли Берда разом з Таллісом у віршах, опублікованих у Tallis/Byrd Cantiones. Незважаючи на фінансову невдачу видання, деякі з інших його колекцій добре продавалися, тоді як писарі Єлизаветинського періоду, такі як оксфордський академік Роберт Доу, Болдвін і школа писарів, які працювали на джентльмена з Норфолка, сера Едварда Пастона, багато копіювали його музику. Доу включив латинські двовірші та цитати на хвалу Берду до своєї рукописної збірки музики, Dow Partbooks (GB Och 984—988), тоді як Болдвін включив довгий вірш догерла у свою Commonplace Book (GB Lbm Roy App 24 d 2), в якому Берд став визнаним лідером музикантів свого часу:
Але нехай сторонні люди не вихваляються, і вони не хвалять,
Бо тепер вони можуть поступитися місцем і сісти позаду,
Англієць, на ім'я Вільям БЕРД за його майстерність: Що я повинен був встановити першим, бо це була моя воля,
Чия більша майстерність і знання перевершують усіх у цей час: І далеко в чужих країнах сяє його майстерність… 
У 1597 році учень Берда Томас Морлі присвятив Берду свій трактат A Plaine and Easie Introduction to Practicall Musicke у підлесливих словах, хоча він, можливо, мав на меті врівноважити це в основному тексті кількома різко сатиричними посиланнями на таємничого «Master Bold». У The Compleat Gentleman (1622) Генрі Пічем (1576—1643) щедро хвалив Берда як композитора духовної музики:
«Для мотетів і музики благочестя та відданості, а також для честі нашої нації, як заслуги людини, я віддаю перевагу перш за все нашому Фенікс-мейстеру Вільяму Берду, якого в цьому ряді, я не знаю, чи хтось я впевнений, що ніхто не перевершує, навіть на думку Франції та Італії, які дуже скупі на похвалу чужинців щодо того уявлення, якого вони дотримуються самих себе; і, будучи сам по собі природно схильним до Гравітації та Благочестя, його творчість не стільки для легких мадригалів чи канцонетів, але його Вірджинелла та деякі інші в його першій серії не можуть бути виправлені найкращим італійцем з усіх». 
Нарешті, що є найінтригуючишим, було висловлено припущення, що згадка про «найгучнішого птаха» в таємничій алегоричній поемі Шекспіра «Фенікс і Черепаха» може стосуватися саме композитора. Вірш в цілому трактується як елегія на честь католицької мучениці святої Анни Ліне, яка була страчена в Тайберні 27 лютого 1601 року за надання притулку священикам.
Берд був активним і впливовим педагогом. Окрім Морлі, його учнями були Пітер Філіпс, Томкінс та, ймовірно, Томас Вілкс, перші двоє з яких зробили важливий внесок у віржиналістську школу Єлизавети та Якова. Однак до того часу, як Берд помер у 1623 році, англійський музичний ландшафт зазнав глибоких змін. Основні композитори-вірджиналісти померли в 1620-х роках (за винятком Джайлза Фарнабі, який помер у 1640 році, і Томаса Томкінса, який жив до 1656 року) і не знайшли справжніх наступників. Томас Морлі, інший великий учень Берда, композитор, присвятив себе розвитку мадригалу, форми, якою сам Берд мало цікавився. Місцева традиція латиноамериканської музики, для підтримки якої Берд так багато зробив, завершилася разом з ним, тоді як музика для інструментальних ансамблів (консортів) зазнала величезних змін у характері завдяки блискучому новому поколінню професійних музикантів при дворах Якова та Карла. Громадянська війна в Англії та зміна смаків, викликана Реставрацією Стюартів, створили культурну перерву, яка негативно вплинула на розвиток музики Берда разом із композиторами Тюдорів загалом.
Певною мірою, саме його англіканська церковна музика була найближчою до встановлення безперервної традиції, принаймні в тому сенсі, що деякі з них продовжували виконуватися в хорових засадах після Реставрації та у XVIII столітті. Надзвичайно довге життя Берда означало, що він жив у епоху, коли багато форм вокальної та інструментальної музики, які він зробив своїми, починали втрачати свою привабливість для більшості музикантів. Незважаючи на зусилля антикварів XVIII та XIX століть, скасування цього рішення довелося чекати на новаторську роботу вчених ХХ століття, починаючи з Едмунда Феллоуза.
Останнім часом Джозеф Керман, Олівер Нейбор, Філіп Бретт, Джон Гарлі, Річард Турбет, Алан Браун, Керрі Маккарті та інші здійснили значний внесок у покращення нашого розуміння життя та музики Берда. У 1999 році запис Девітта Мороні повної клавішної музики Берда був випущений на Hyperion (CDA66551/7; перевидано як CDS44461/7). Цей запис, який отримав премію Gramophone Award 2000 року в категорії «Стара музика» та Jahrespreis der deutschen Schallplattenkritik 2000 року, супроводжувався 100-сторінковим есе Мороні про клавішну музику Берда. У 2010 році The Cardinall's Musick під керівництвом Ендрю Карвуда завершили своє записане дослідження латинської церковної музики Берда. Ця серія з тринадцяти записів знаменує собою перший випадок, коли вся латиноамериканська музика Берда була доступна на диску.
Початкова академія Вільяма Берда в Гарлінгтоні названа на честь композитора.

## Видання творів Берда
- The Byrd Edition (gen. ed. P. Brett), Vols 1–17 (London, 1977—2004)
- A. Brown (ed.) William Byrd, Keyboard Music (Musica Britannica 27–28, London, 1971)

### Записи
- Безкоштовні записи мадригалів, латинської церковної музики
- Безкоштовні записи Берда Ave verum corpus Archived
- Безкоштовні записи меси на чотири голоси та кілька різдвяних мотетів
- Motet Ave Verum Corpus як інтерактивна гіпермедіа в BinAural Collaborative Hypertext
- Kunst der Fuge: William Byrd — безкоштовні файли MIDI